# Jacques Allégret

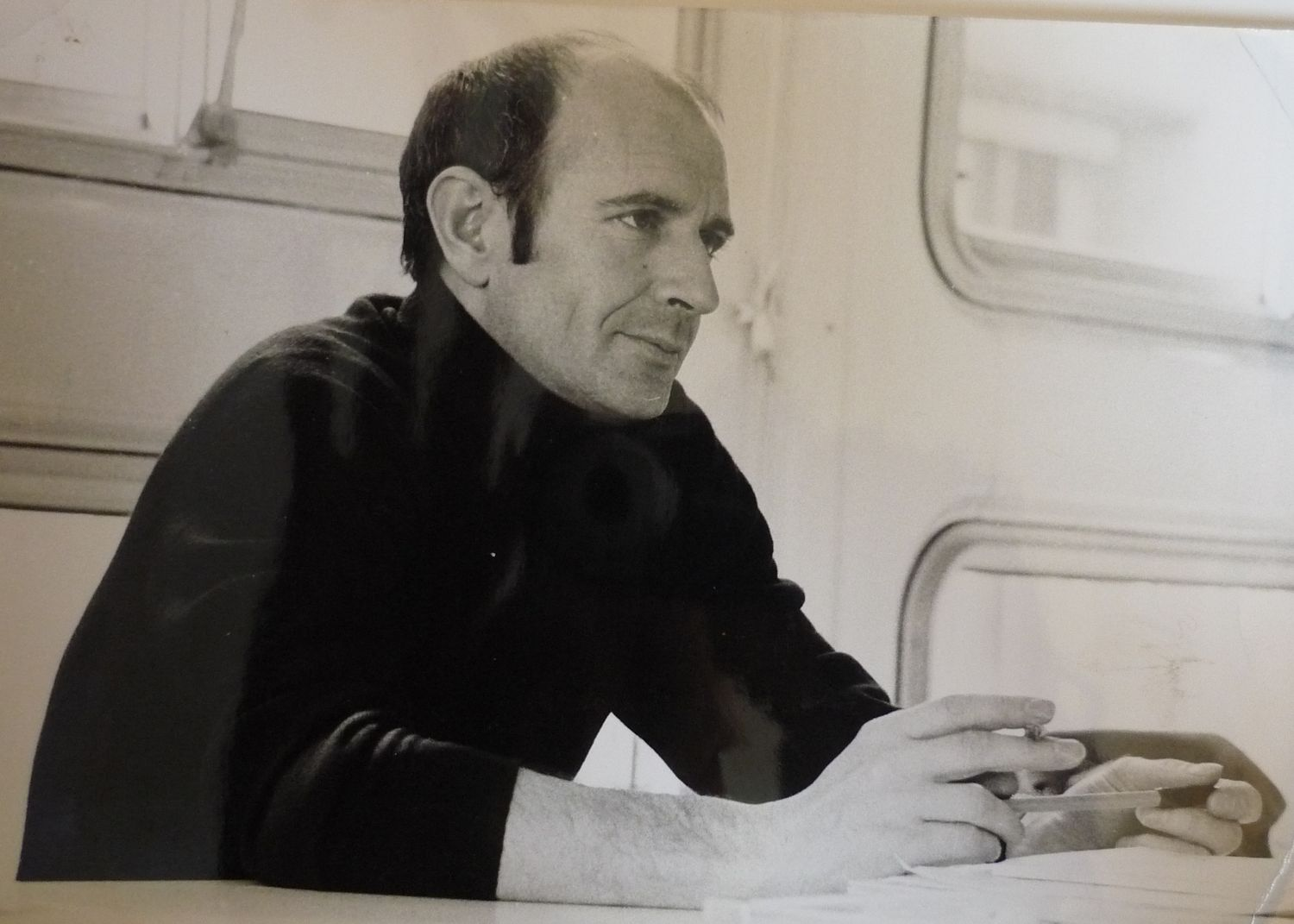
Jacques Allégret

Jacques Gaston Allégret (* 5. August 1930 im 12. Arrondissement in Paris; † 14. Mai 2004 in Paris) war ein französischer Architekt und Stadtplaner sowie Soziologe und Hochschullehrer.

## Leben
Jacques Allégret wurde 1960 bekannt, als er zusammen mit den Architekten Jean Perrottet, Jean Tribel und Georges Loiseau sowie den Innenarchitekten Jacques Berce und Valentin Fabre das AUA Atelier d'architecture et d'urbanisme gründete; diese kooperative, genossenschaftliche Struktur sollte es den verschiedenen Spezialisten – Architekten, Stadtplanern, Soziologen, Geografen und Juristen – ermöglichen, gemeinsam an denselben Projekten zu arbeiten. Bis zu seiner Auflösung 1986 schlossen sich diesem Team etwa 200 Architekten und Landschaftsarchitekten an, darunter Paul Chemetov, Henri Ciriani, Jean und Maria Deroche, Christian Devillers, Borja Huidobro, Jacques Kalisz, Jean Perrotet, Michel Corajoud, Alexandre Chemetov und andere.
Nach einem intensiven, aber kurzen Berufsleben widmete er sich der Lehre, zunächst in Kanada, dann in Paris, vor allem an der Architekturschule Paris-Villemin (UP1), die er mehrere Jahre lang aktiv leitete. Er organisierte das erste internationale Kolloquium der UNESCO über die Architekturausbildung und beteiligte sich an Reformen zur Öffnung des Berufs für neue Berufe. Zuletzt engagierte er sich für die Programme für die Architekturausbildung.

## Schriften
- Architectural education: spaces and practices, Ecole d'Architecture Paris-Villemin, 1986